# Villa Reale di Shirokë
La villa Reale (in albanese vila Mbretërore) è una villa di Shirokë, frazione di Scutari sulle sponde del lago di Scutari, utilizzata come residenza reale dal casato degli Zogu insieme al palazzo delle Brigate di Tirana e alla villa Reale di Durazzo.

## Storia
La villa fu realizzata tra gli anni '20 e '30 dall'impresa Fratelli Desideri, costando circa 13900 franga d'oro, per essere donata dagli imprenditori locali all'allora Presidente della Repubblica (e poi Re degli Albanesi) Ahmet Zogu come residenza sulle sponde del lago di Scutari. Come progettisti sono stati accreditati autori diversi: l'architetto e ingegnere albanese Kristo Sotiri (progettista della prima villa Reale di Durazzo), l'architetto e ingegnere italiano Florestano Di Fausto (progettista della seconda villa Reale di Durazzo) o il pittore e architetto albanese Kolë Idromeno.
Con l'avvento del regime socialista la villa fu preservata, venendo tuttavia gravemente danneggiata durante i disordini del 1997, nuovamente nel 2000 e nel 2001 da un incendio. Nel 1992 fu ceduta all'Unione dei Sindacati Indipendenti d'Albania (BSPSH).
Nel 2007 il tribunale di Scutari ha accolto un'istanza del principe Leka I, riconoscendogli la proprietà della villa; tale decisione, confermata dalla Corte suprema nel 2013 è stata tuttavia ribaltata nel 2023 anche se il principe Leka II ha annunciato l'intenzione di ricorrere contro quest'ultima sentenza. Contestualmente la Direzione regionale dei beni culturali di Scutari ha annunciato l'intenzione di dichiarare la villa come monumento culturale.

## Descrizione

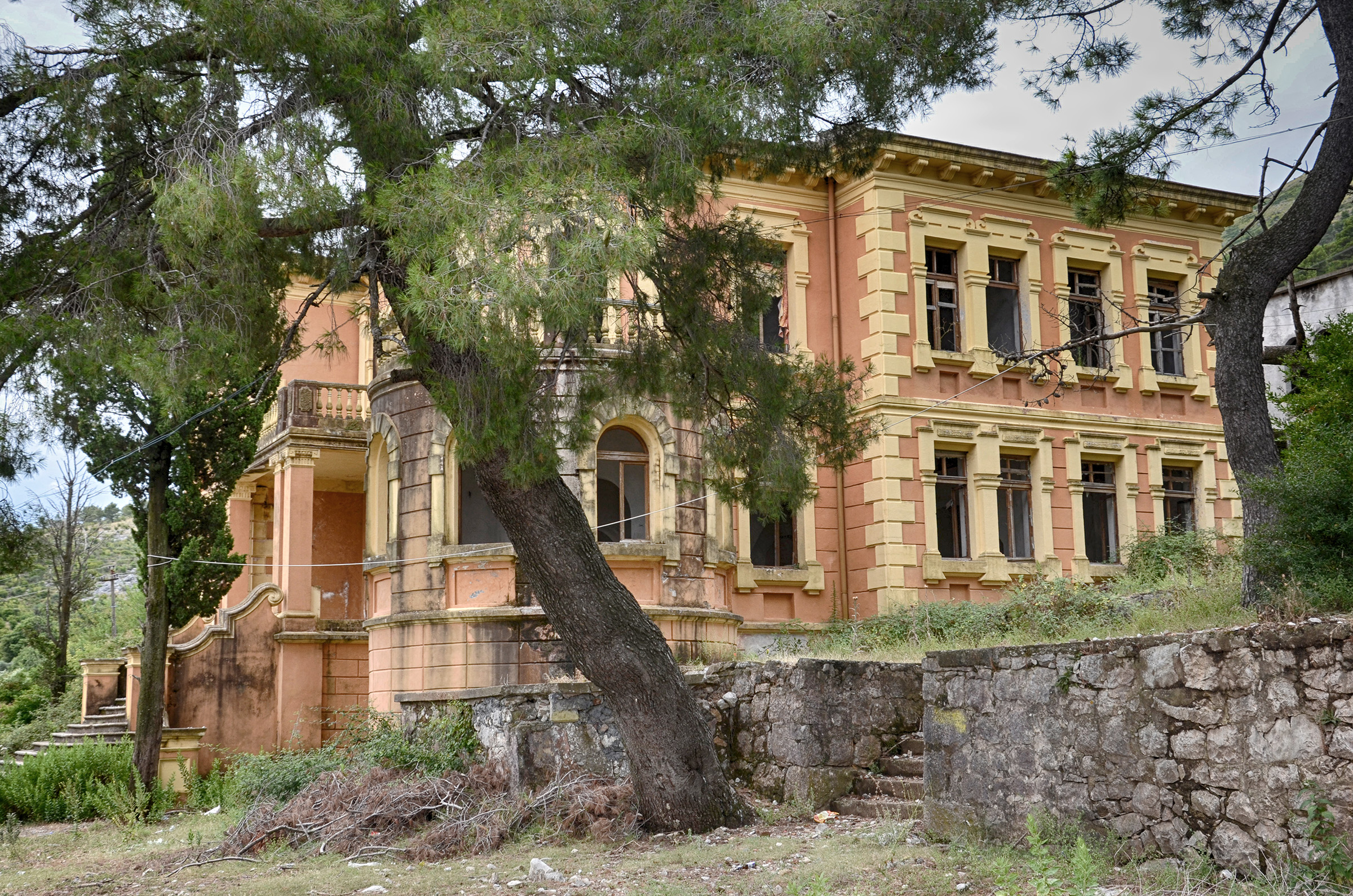
La villa vista da nord-ovest.

La villa si trova sul monte Tarabosh, sulle riva meridionale del lago di Scutari, comprende un ampio terreno di 3962 metri quadrati ed è composta da due edifici, entrambi a due piani con una superficie abitativa di rispettivamente 345 e 145 metri quadrati.
Il fabbricato principale è formato dall'intersezione tra un cubo e un cilindro poggiati su un basamento la cui altezza è pari alla grande scalinata d'ingresso. La porta d'ingresso è inscritta in un loggiato caratterizzato da due coppie di colonne che sorreggono il soprastante balcone su cui si affaccia una finestra trifora che ne costituisce l'accesso.